# 스테인 로칸
스테인 로칸(노르웨이어: Stein Rokkan, 1921년 7월 4일 노를란 주 출생 ~ 1979년 7월 22일 베르겐 주 사망)은 노르웨이의 정치과학자이자 사회학자였다. 그는 베르겐 대학의 비교 정치학 교수였다.

## 활동과 영향
처음에 철학 공부를 하였던 로칸은, 1940년대와 50년대 아르네 내스의 조수로써 일하였다. 이후, 그의 관심은 정치학, 특히 그 중에서도 당과 유럽 민족 국가의 형성 쪽으로 기울었다. 이 시기에 그는 시모어 마틴 립셋과 만나, 이후 정치사회학 학생들에게 길이길이 기억될 “립셋과 로칸”의 2인조로 활동하였다. 그는 사회과학 분야에서 컴퓨터를 사용한 개척자로도 알려져있다. 그는 비교 역사학, 당 체제와 카탈로니아의 국가주의 운동에 관해 글을 썼다.
로칸은 유럽의 주와 국가 형성에 관한 일련의 모델을 만든 사람이다. 그는 1970년부터 1973년까지 국제 정치과학 연합의 회장이었으며, 유네스코의 국제 사회과학 협의회 (ISSC)의 회장 (1973-77), 국제 사회학 연합의 부회장 (1966-1970) 및 의장 (1970-1976)을 역입하였으며, 유럽 정치연구 컨소시엄 (ECPR)의 공동 설립자이기도 하였다. 비교 사회과학 연구를 위한 스테인 로칸 상은 ISSC, ECPR과 베르겐 대학에서, 로칸을 기리는 뜻에서 1981년부터 수여되고 있다.

## 주요 작품
- 당 체제와 투표자 연대 시모어 마틴 립셋과 공동 편집 (Free Press, 1967)
- 주와 국가의 설계 슈무엘 아이젠슈타트와 공동 편집 (Sage, 1973)
- 경제, 영역, 정체성: 서부 유럽 변방의 정치학 데렉 어윈과 공동 저술 (Sage, 1983)

## 참고 자료
- 유럽의 국가 형성, 국민 형성, 대중 정치: 스테인 로칸의 이론 피터 플로라 편집 (Oxford University Press, 1999)